# Polyfag
Polyfager (från det grekiska ordet poly- = många och phagein, äta), är djur som kan leva på många olika typer av föda; i vardagligt tal kallas det ofta för allätare. De flesta vårtbitare är polyfaga; de lever dels av vegetabilier och dels av olika smådjur. Andra polyfaga djur är, till exempel Brunbjörn, många hunddjur, getingar och människor. I motsats, oligofaga djur, det vill säga, de lever på en eller några typer av föda - och monofaga, vilket innebär att de är beroende av en sorts föda. Panda, larven av nässelfjäril och ett antal  parasitstekellarver är monofaga.
En stor underordning av skalbaggarna har namnet Polyphaga eftersom ett stort urval av växter och djur fungerar som föda för arter inom underordningen. Ändå kan en del arter (t.ex. granbarkborre) vara oligofaga eller monofaga.